# Varhanní sál
Varhanní sál (rumunsky Sala cu Orgă) je koncertní budova v Kišiněvě, hlavním městě Moldavska. Stojí na hlavní městské třídě, bulváru Štěpána Velikého, ve středu města.
Budova Varhanního sálu byla původně postavena pro městskou banku. Jejím autorem je architekt Mihail Cekerul-Cuș, na projektu se také podílel Alexandr Bernardazzi. Budova v eklektickém stylu s odkazem na novobarokní a novoklasicistní formy byla realizována v letech 1903–1904 a 1908–1911, přestávka ve stavbě byla zapříčiněna finančními potížemi. Bankovní instituce zde sídlily do roku 1974. V letech 1975–1978 následovala přestavba budovy na koncertní síň pro místní filharmonii podle projektu Jurije Lučjanova Leončenka. V budově byla umístěna sochařská díla Lazăra Dubinovschiho ztvárňující světové hudební skladatele či lustry z českého křišťálu. Ústřední provozní sál byl upraven na koncertní, byly zde instalovány nové varhany české společnosti Rieger-Kloss. Slavnostní úvodní koncert se zde odehrál 15. září 1978.
Přízemní podsklepená budova má obdélný půdorys, který se svou užší stranou s hlavním vchodem v portiku zakončeném kupolí obrací do bulváru Štěpána Velikého (bd. Ștefan cel Mare). Boční fasády s velkými klenutými okny hlavního sálu a centrálními portiky nesenými čtyřmi korintskými sloupy se obrací jednak do parku Mihaie Emunescua (scuarul Mihai Eminescu), jednak do kolmé ulice Vlaicu Pârcălaba (str. Vlaicu Pârcălab).